# Sonate K. 260
La sonate K. 260 (F.208/L.124) en sol majeur est une œuvre pour clavier du compositeur italien Domenico Scarlatti.

## Présentation
La sonate K. 260 en sol majeur est notée Allegro et partage la même tonalité que la première de la paire, la sonate K. 259. En revanche, le contraste entre les deux se situe dans le tempo, modéré dans la précédente, alors qu'ici il est rapide. La sonate — qui dépasse les 200 mesures — est symétrique mais bien des aspects sont inhabituels, notamment les conclusions qui sont différentes.
Scarlatti change huit fois d'armures, ce qui est un cas unique. Le plan tonal de chaque partie est donc complexe. « Les transitions modulantes se présentent comme de véritables développements ordonnés en trois séquences ». Ralph Kirkpatrick confie : « Je puis expliquer sur le papier toutes les modulations de la sonate 260, mais je ne l'ai jamais jouée sans avoir chaque fois l'impression qu'il se produisait un miracle. » Il ajoute une remarque sur l'approfondissement du langage du compositeur et sur la maîtrise fonctionnelle des modulations « que Scarlatti n'utilisait autrefois que pour surprendre[,] sont ici devenues le noyau de l'imagerie poétique qu'il emploie pour nous émouvoir et nous transporter ».
La sonate s'ouvre avec une ouverture jouant sur des arpèges montants et descendants passant d'une main à l'autre. Puis vient un épisode en mineur tout en batteries d'octaves soutenus par de longs accords de trois sons.
Les sonates K. 259 à 264, si elles n'ont pas la concentration des dernières sonates, ont une tendresse lyrique que les premières n'ont que sous forme d'indices.

## Manuscrits

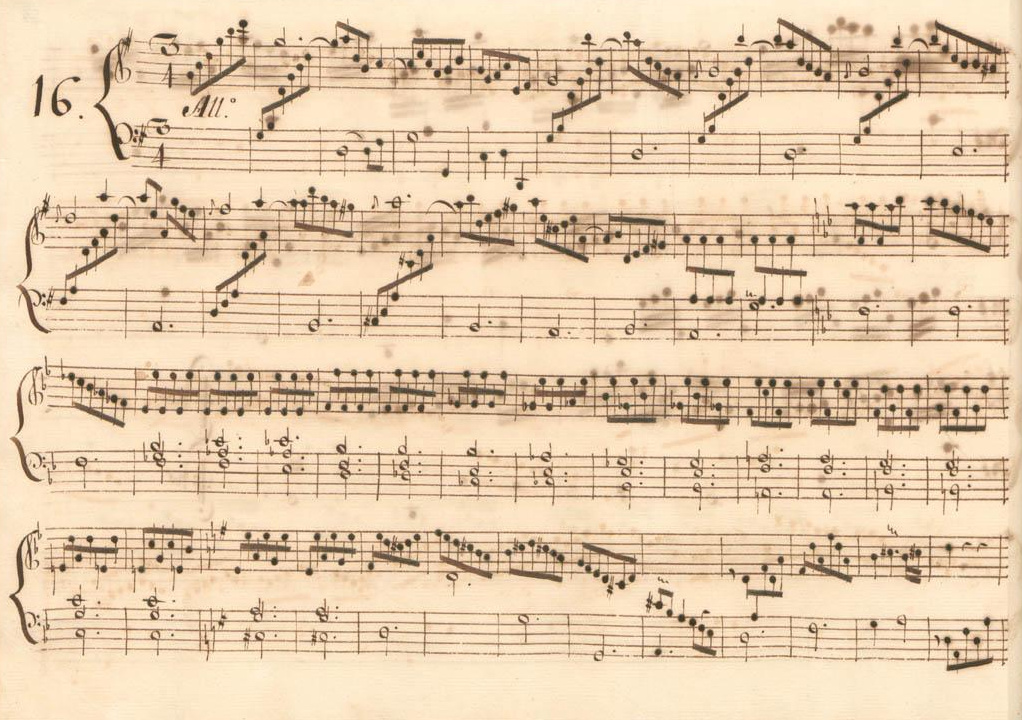
Début de la sonate, extraite du volume VI du manuscrit de Parme.

Le manuscrit principal est le numéro 25 du volume IV (Ms. 9775) de Venise (1753), copié pour Maria Barbara ; les autres sont Parme VI 16 (Ms. A. G. 31411), Münster II 26 (Sant Hs 3965) et Vienne G 1 (VII 28011 G) et Q 15116 (no 3).

## Interprètes
La sonate K. 260 est défendue au piano par Vladimir Horowitz (1962, Sony ; en concert 1967 à Carnegie Hall et 1968 à Boston et Chicago), Carlo Grante (Music & Arts, vol. 3), Fabio Grasso (2005, Accord), Anne Queffélec (2014, Mirare), Duanduan Hao (2015, Naxos, vol. 16) et Sergio Monteiro (2016, Naxos vol. 18) ; au clavecin, elle est enregistrée notamment par Blandine Verlet (1976, Philips), Scott Ross (Erato, 1985), Robert Wooley (1987, EMI), Colin Booth (1994, Olympia), Richard Lester (2002, Nimbus vol. 2 et sélection), Pierre Hantaï (2004).

## Sources
: document utilisé comme source pour la rédaction de cet article.
- (en) Kathleen Dale, « Domenico Scarlatti: His Unique Contribution to Keyboard Literature », Proceedings of the Royal Musical Association, no 74,‎ 1948, p. 33–44 (ISSN 0080-4452, OCLC 865210389, lire en ligne)
- Ralph Kirkpatrick (trad. de l'anglais par Dennis Collins), Domenico Scarlatti, Paris, Lattès, coll. « Musique et Musiciens », 1982 (1re éd. 1953 (en)), 493 p. (ISBN 978-2-7096-0118-4, OCLC 954954205, BNF 34689181).
- Alain de Chambure, « Domenico Scarlatti : Intégrale des sonates — Scott Ross », p. 191–192, Erato (2564-62092-2), 1985 (OCLC 891183737) .
- François-René Tranchefort (dir.), Guide de la musique de piano et de clavecin, Paris, Fayard, coll. « Les Indispensables de la musique », 1987, 578 p. (ISBN 978-2-213-01639-9, OCLC 17967083), p. 642.